# باشگاه فوتبال اسلاویا پراگ
باشگاه فوتبال اسلاویا پراگ (به چکی: SK Slavia Praha) یک باشگاه حرفه‌ای فوتبال در لیگ برتر جمهوری چک است که در شهر پراگ در کشور جمهوری چک قرار دارد. این باشگاه در سال ۱۸۹۲ میلادی تأسیس شده‌است. آن‌ها دومین تیم موفق جمهوری چک از زمان استقلال این کشور در سال ۱۹۹۳ هستند.
اسلاویا دربی پراگ را که یک رقابت مهم در فوتبال جمهوری چک است، با تیم اسپارتا پراگ برگزار می‌کنند. این باشگاه ۱۹ عنوان قهرمانی لیگ دارد که پنج بار آن پس از تشکیل کشور جمهوری چک در سال ۱۹۹۳ است. آن‌ها ۹ بار فاتح جام حذفی کشور شده‌اند که پنج بار آن پس از تشکیل کشور جمهوری چک بوده‌است. اسلاویا پراگ در سال ۱۹۳۸ موفق به فتح جام میتروپا شد.
این تیم در فصل ۹۶–۱۹۹۵ به نیمه نهایی جام یوفا راه یافت و در فصل ۰۸–۲۰۰۷ برای نخستین بار در تاریخ باشگاه به مرحله گروهی لیگ قهرمانان اروپا راه یافت. اسلاویا در فصل ۲۰–۲۰۱۹ برای دومین بار به مرحله گروهی لیگ قهرمانان اروپا راه یافت.

## افتخارات
- جام برندگان اتحادیه فوتبال بوهم: ۱۹۱۳
  - لیگ فوتبال چکسلواکی
  - قهرمانی (۱۳): ۱۹۲۵، ۱۹۲۸/۲۹، ۱۹۲۹/۳۰، ۱۹۳۰/۳۳۱، ۱۹۳۲/۳۳، ۱۹۳۳/۳۴، ۱۹۳۴/۳۵، ۱۹۳۶/۳۷، ۱۹۳۹/۴۰، ۱۹۴۰/۴۱، ۱۹۴۱/۴۲، ۱۹۴۲/۴۳، ۱۹۴۶/۴۷
- لیگ برتر جمهوری چک
  - قهرمانی (۵): ۹۶–۱۹۹۵، ۰۸–۲۰۰۷، ۰۹–۲۰۰۸، ۱۷–۲۰۱۶، ۱۹–۲۰۱۸
- جام حذفی فوتبال جمهوری چک
  - قهرمانی (۹): ۱۹۴۱، ۱۹۴۲، ۱۹۴۵، ۱۹۷۴، ۱۹۹۷، ۱۹۹۹، ۲۰۰۲، ۲۰۱۸، ۲۰۱۹

## رکوردها

### لیگ برتر جمهوری چک
- بهترین جایگاه: اول (۹۶–۱۹۹۵ , ۰۸–۲۰۰۷ , ۰۹–۲۰۰۸ , ۱۷–۲۰۱۶ , ۱۹–۲۰۱۸)
- بدترین جایگاه: سیزدهم (۱۴–۲۰۱۳)
- بهترین پیروزی خانگی:

اسلاویا پراگ ۹_۱ اسلواکا اسلاویا اُهرسکه (۹۶–۱۹۹۵)
- بهترین پیروزی خارج از خانه:

پریبرام ۱_۸ اسلاویا پراگ (۱۷–۲۰۱۶)
- بدترین شکست خانگی:

اسلاویا پراگ ۰_۷ تپلیس (۱۴–۲۰۱۳)
- بدترین شکست خارج از خانه:

بانیک استراوا ۵_۰ اسلاویا پراگ (۹۹–۱۹۹۸)
- جوزف بیکان در دوران بازی خود در این تیم در ۲۱۷ بازی، ۳۹۵ گل به ثمر رسانید رکورد عجیب و دور از انتظاری که تاکنون کسی موفق به شکستن آن نشده است.